# ファイア (ゲーム&ウオッチ)
『ファイア』 (FIRE) は、任天堂が製造販売していた携帯型液晶ゲーム機「ゲーム&ウオッチ」シリーズの1つ。1980年7月31日に発売されたシルバーシリーズ版と、1981年12月4日に発売されたワイドスクリーン版の2種類がある。

## 内容

### ゲーム内容

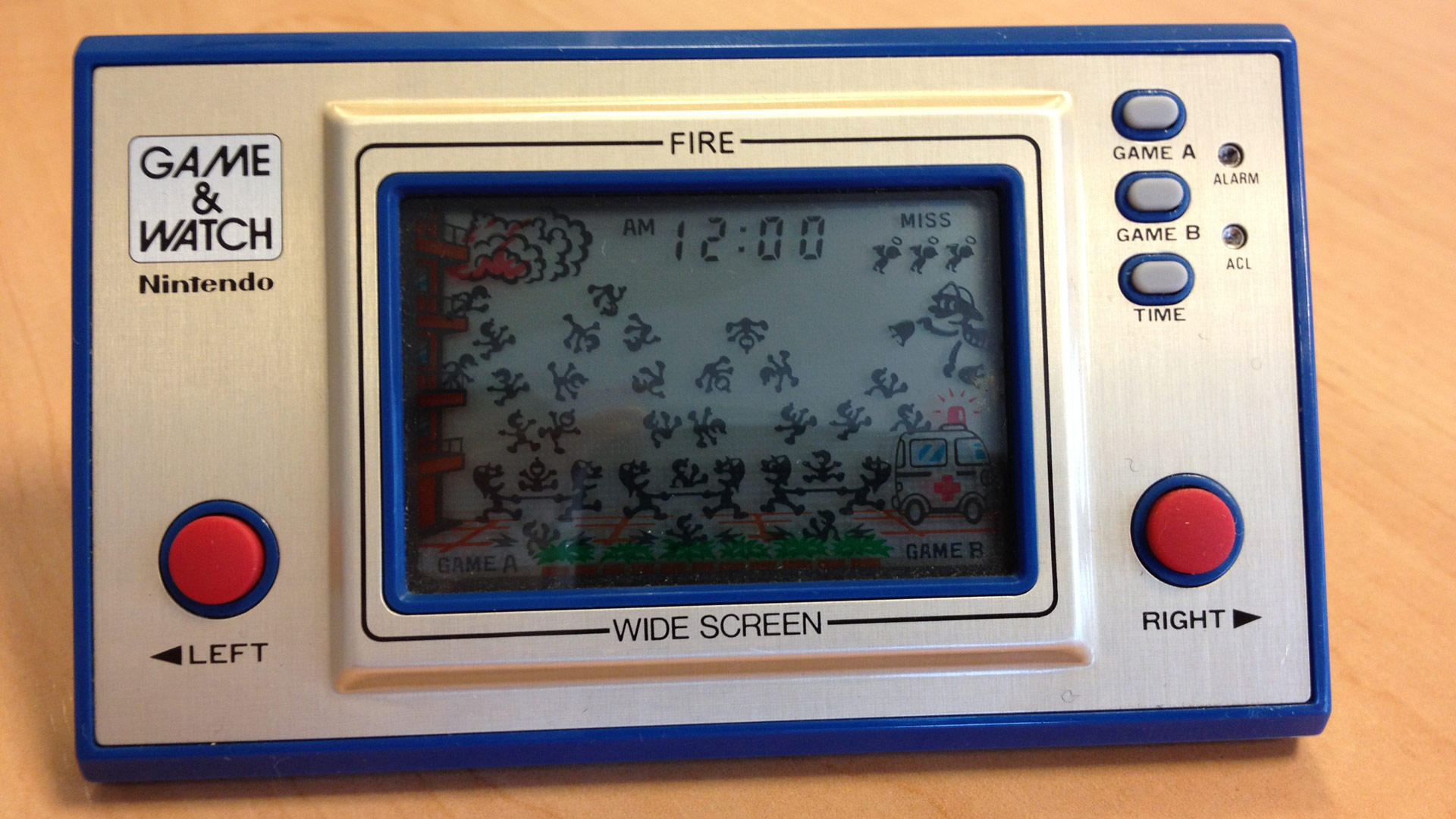
ワイドスクリーン版
『ファイア』

火災が発生した左側のビルから飛び降りてくる人々をその直下で待ち受け、クッション（担架）でバウンドさせて右で待機している救急車まで運ぶゲーム。人は右に弾んでいき、救急車に到達するまでに3回バウンドさせなければならず、左右のボタンで救助員を所定の位置に移動させて受け止める。受け損なうとミスとなり、3回ミスでゲーム終了となる。

### ワイドスクリーン版の変更点
シルバーシリーズ版は3回バウンドさせて救急車に搬入した時点で1点が加算されるが、ワイドスクリーン版ではバウンドさせるたびに1点が加算される。最高得点はいずれも999点。
GAME AとGAME Bの2種類があり、落下してくる人数と落下速度が異なる。
その他、ワイドスクリーン版で追加された要素として、200点または500点に達するとミスが帳消しになる。またGAME Aでは人々は4階からのみ飛び降りてくるが、GAME Bでは3階からも飛び降りてくるため、人の飛び降りるタイミングが変化する。これらの得点の加算設定の変更や帳消し機能の追加により、ゲームバランスが良くなり、シルバーシリーズ版に比べて遊びやすくなっている。
また、シルバーシリーズ版とワイドスクリーン版とでは、建物ならびに救急車のデザインが大きく異なる。シルバーシリーズ版では、白黒の2色のみの表示で、ビルや救急車はシンプルなデザインとなっていて、人が救急車に飛び込んだ時に救急車のランプが点滅する。ワイドスクリーン版では、カラーフィルムによる擬似カラー液晶を搭載し、それに伴い救急車のランプの点滅表現が省略されている。また、ビルのデザインも細かくなっている。
開発途中では画面構成が左右逆になっており（ビルが右側、左向きに人が弾んでいく）、そのまま発売される予定であった。しかし液晶パターンを反対に作成してしまい、テストプレイしたところ特に問題は無かったので反対のまま発売されたのが現在のファイアになっている。
なお、ワイドスクリーン版は青色以外にも、緑色のものが存在しているという噂があるが、これは本体の褪色によるもの（電池の蓋を開けると本来の青色をしている）と考えられ、緑色のモデルの実在については信憑性が薄い（諸説あり）。

### オリジナルとその他の差異
当ゲームは、他ハードでも移植またはおまけの形で販売されているが、若干の変更が見られる。
- ゲーム&ウオッチ実機版の場合、ミス表示のマークは天使。
- ゲームボーイ版の『ゲームボーイギャラリー』およびニンテンドーDS版『ワンセグ受信アダプタ DSテレビ』では、従来のミス表示は転落死を思わせるためか、マークは×印の絆創膏に差し替えられており、ミスの時には落ちた人は怒って退場する。
- ゲームボーイ版『ゲームボーイギャラリー3』に隠しゲームとして収録されたものは製品版とは左右が逆になっており、右から左へ進む（上述のバージョンの再現）。

## 大乱闘スマッシュブラザーズ
2001年発売の『大乱闘スマッシュブラザーズDX』にて、ビルから飛び降りる人が「Mr.ゲーム&ウォッチ」という名称でプレイヤーキャラクターとして参戦。また、クッションを持つ救助員も必殺技「ファイア」として登場する。3人揃ってフィギュア化もされている。
2008年発売の『大乱闘スマッシュブラザーズX』以降のシリーズ作品でも引き続きMr.ゲーム&ウォッチの技として登場し、モチーフのひとつとして「ファイア」のゲーム画面が収録されているステージ「フラットゾーン2」及び「フラットゾーンX」も登場する。